# Marion Lichardus-Itten
Pour les articles homonymes, voir Itten.
Marion Lichardus-Itten (née en juin 1941 à Zurich sous le nom de Marion Itten) est une archéologue et préhistorienne suisse.

## Biographie
Elle est la fille du peintre, pédagogue et théoricien de l'art suisse Johannes Itten et de sa deuxième épouse, Anneliese. Elle a étudié à l'Université de Zurich auprès du préhistorien Emil Vogt (de) et elle obtient son doctorat en 1966, avec une thèse consacrée à la culture de Horgen (de). Ensuite, elle est conservatrice au Musée national suisse à Zurich. En 1969, elle rencontre lors d'un voyage d'étude en Slovaquie, le préhistorien Jan Lichardus, à l'époque assistant scientifique à l'Institut archéologique de Nitra. Après son départ en République fédérale d'Allemagne, ils se sont mariés en 1971.

### Carrière
Entre 1976 et 1981, elle est d'abord maître de conférences, puis professeure adjointe à l'Université Panthéon-Sorbonne à Paris. À partir de 1982, elle y est, ainsi que dans les Universités de Heidelberg et de Marburg en tant que Privat-docent. Elle obtient en 1988 à l'université de Marburg son habilitation, puis elle revient la même année en tant que professeure à la Sorbonne, où elle devient professeure émérite en 2006.
À partir de 1986, elle engage, sous l'égide d'une coopération entre le Centre national de la recherche scientifique, l'Académie bulgare des sciences et le Musée historique de Blagoevgrad, les fouilles archéologiques à Kovačevo dans la vallée du Strymon, en Bulgarie, où des lieux habités datant du Néolithique ont été découverts.

## Distinctions
Lichardus-Itten est membre de l'Institut archéologique allemand, ainsi que de l'Institut archéologique bulgare et elle est docteure honoris causa de l'Université de Sofia. Elle est présidente de la Fondation Johannes Itten.

## Publications
- Marion Itten, Die Horgener Kultur, Basel, Birkhäuser, 1970.
- Marion Lichardus-Itten, Die Gräberfelder der Grossgartacher Gruppe im Elsass, Bonn, Habelt, Saarbrücker Beiträge zur Altertumskunde, Bd. 25, 1980 ;  (ISBN 978-3-7749-1423-0).
- (fr) Jan Lichardus, Marion Lichardus-Itten, avec des contributions de Gérard Bailloud et Jacques Cauvin, La Protohistoire de l'Europe. Le Néolithique et le Chalcolithique entre la Méditerranée et la mer Baltique, Presses Universitaires de France, coll. « Nouvelle Clio », l'histoire et ses problèmes, Paris, 1985[4].
- Marion Lichardus-Itten et al. (eds), Beiträge zu jungsteinzeitlichen Forschungen in Bulgarien, Bonn, Habelt.